# Цветков, Алексей Петрович
Алексе́й Петро́вич Цветко́в (2 февраля 1947, Станислав — 12 мая 2022, Холон, Тель-Авивский округ) — русский поэт, прозаик, эссеист, критик и переводчик, с 1975 года живший в эмиграции. Доктор философии (1983). Лауреат премии Андрея Белого (2007) и Русской премии (2011).

## Биография
Вырос в Запорожье. Учился на химическом факультете Одесского университета, затем в различное время обучался на историческом факультете (1965—1968) и факультете журналистики МГУ (1971—74).
Принимал участие в поэтической группе «Московское время» вместе с Бахытом Кенжеевым, Сергеем Гандлевским, Александром Сопровским.
В 1975 году эмигрировал в США. Редактировал газету «Русская жизнь» в Сан-Франциско в 1976—1977 годах. В 1983 году в Мичиганском университете получил учёную степень доктора философии. Преподавал русскую литературу в Дикинсоновском колледже.
С 1989 года работал в Мюнхене и в Праге на радио «Свобода» редактором и ведущим программ «Седьмой континент» и «Атлантический дневник». С 2007 года жил в Вашингтоне, в начале 2009 года переехал в Нью-Йорк. В 2018 году Цветков репатриировался в Израиль и жил в Бат-Яме. Писал и публиковал стихи через интернет, на своей странице в Facebook. Раз в месяц выходил в эфир в программе Александра Гениса «Поверх барьеров — Американский час» в качестве собеседника на радио «Свобода».
Умер 12 мая 2022 года в реанимации больницы «Вольфсон» в Холоне от тяжёлого лёгочного заболевания. По уточнённым данным — от острого лейкоза.

## Творчество
В конце 1980-х прекратил писать стихи, обратившись к прозе. Неоконченная поэма в прозе «Просто голос» имеет форму автобиографии римского воина, доведённой лишь до отроческого возраста. Книга отражает представление Цветкова о римской цивилизации как одной из вершинных точек истории человечества, отличается обилием лирико-философских отступлений.
В 2004 году после 17-летнего перерыва вернулся к поэтическому творчеству и менее чем за полтора года сочинил новую книгу стихов.
Перевёл трагедию «Гамлет» Шекспира. Отрывок из перевода опубликован в 2008 году в журнале «Новый мир». В 2010 году перевод был издан «Новым издательством» под одной обложкой с переводом трагедии Шекспира «Макбет» современного поэта Владимира Гандельсмана.

## Отзывы
Постепенно в его произведениях усиливается абстрактность, свойственная метафизически обоснованной поэзии, исчезают знаки препинания, и выявляется форма чрезвычайно богатого метафорами, философски многозначного стиха, в котором постоянной остаётся попытка осознать собственную судьбу поэта.
— Александр Белых, поэт и прозаик

## Книги
- Сборник пьес для жизни соло. — Энн Арбор: Ардис, 1978.
- Состояние сна. — Энн Арбор: Ардис, 1981.
- Эдем. — Энн Арбор: Ардис, 1985.
- Стихотворения. — СПб.: Пушкинский фонд, 1996.
- Дивно молвить: Собрание стихотворений. — СПб.: Пушкинский фонд, 2001.
- Просто голос: Поэма [в прозе]; эссе. — М: Независимая газета, 2002.
- Бестиарий. — Екатеринбург: Евдокия, 2004.
- Шекспир отдыхает. — СПб.: Пушкинский фонд, 2006.
- Эдем и другое. — М.: ОГИ, 2007.
- Имена любви. — М.: Новое издательство, 2007
- Атлантический дневник. — М.: Новое издательство, 2007
- Ровный ветер. — М.: Новое издательство, 2008.
- Сказка на ночь. — М.: Новое издательство, 2010.
- Детектор смысла. — М.: АРГО-РИСК, Книжное обозрение, 2010.
- Онтологические напевы. — New York: Ailuros Publishing, 2012.
- Последний континент. — Харьков: Фолио, 2012.
- Записки аэронавта. — М.: Время, 2013.
- salva veritate. — New York: Ailuros Publishing, 2013.
- Песни и баллады. — М.: ОГИ, 2014
- Все это или это все : собрание стихотворений  в двух томах / Елена Сунцова, ред.. — New York: Ailuros Publishing. — ISBN 9781938781384.

- Последний конвой. — М.: Б.С.Г.- Пресс, 2020.
- квинсские идиллии и другое. Тель-Авив: Издательство книжного магазина «Бабель», 2022. — ISBN 978-965-92929-4-3.

## Цитаты
- «Исторические романы — это обычно уловки, они не передают никакой атмосферы, они пользуются штампами, которые у нас сидят в голове».
- «Несмотря на все наши глубокие познания в истории, никто не мог предсказать развал Советского Союза, когда он случился. Всего за год, за два до этого люди думали, что ого-го сколько впереди. Никто не мог предсказать приход Трампа в Америке практически до последнего дня».